# Stadtkreisgericht Vilnius

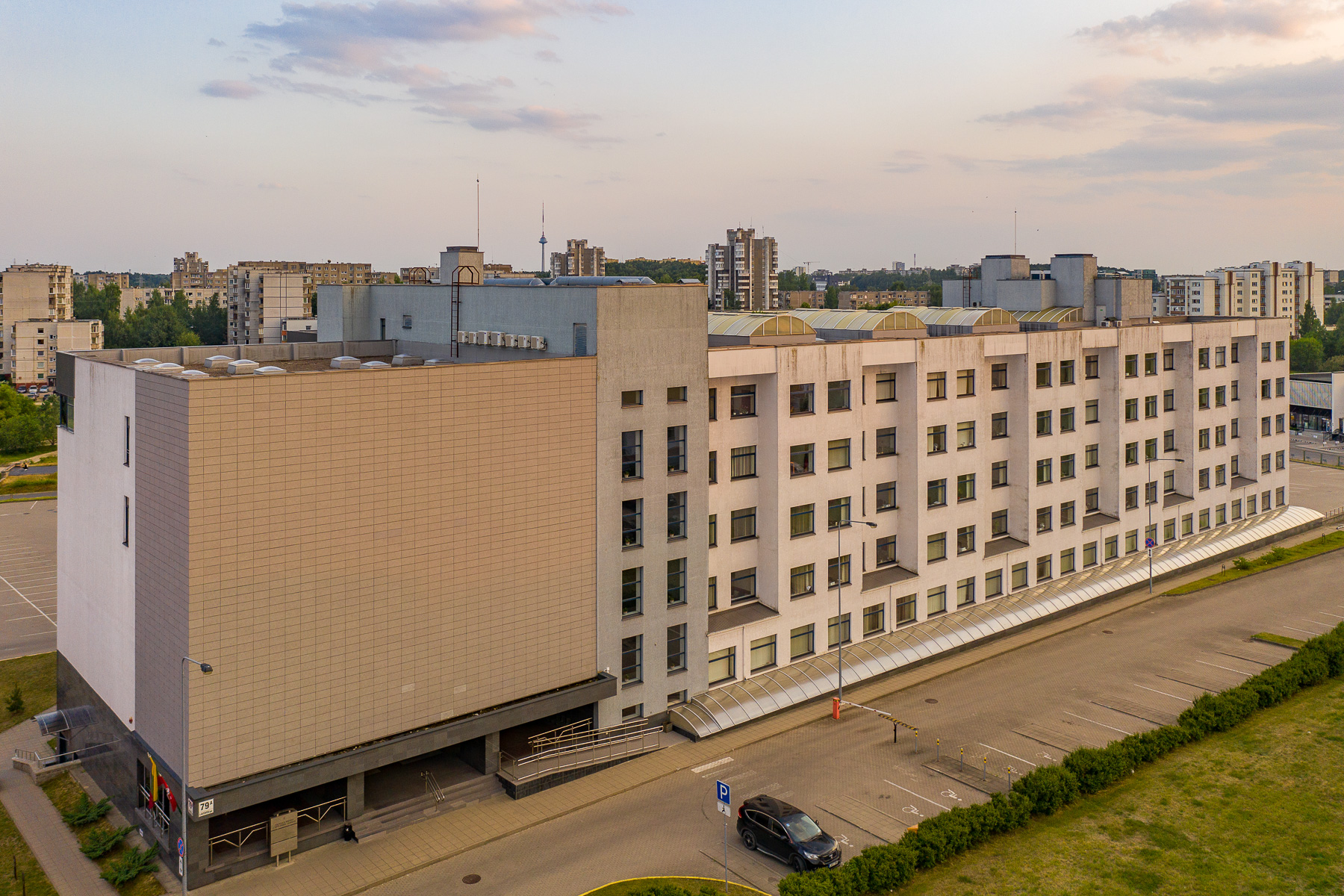
Gerichtsgebäude (2023)

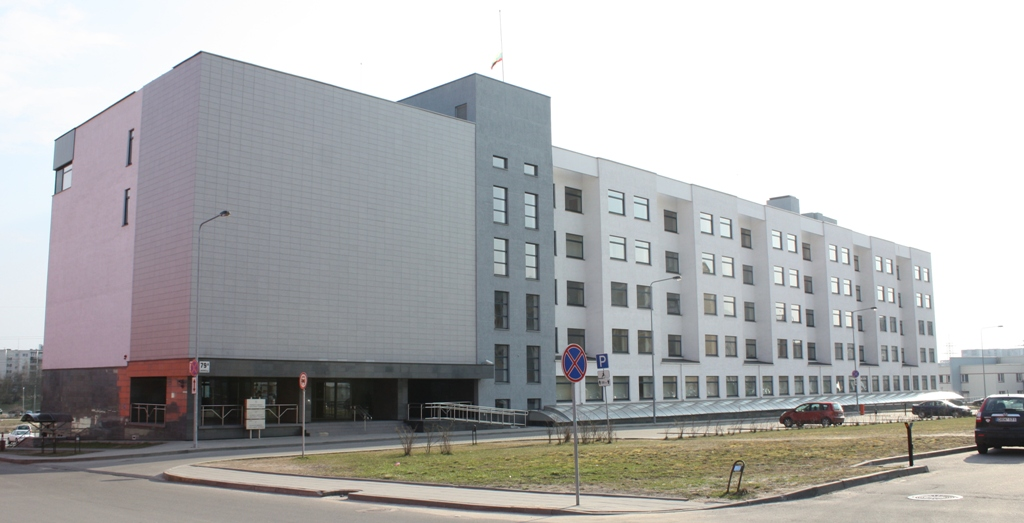
Das Gebäude (2010)

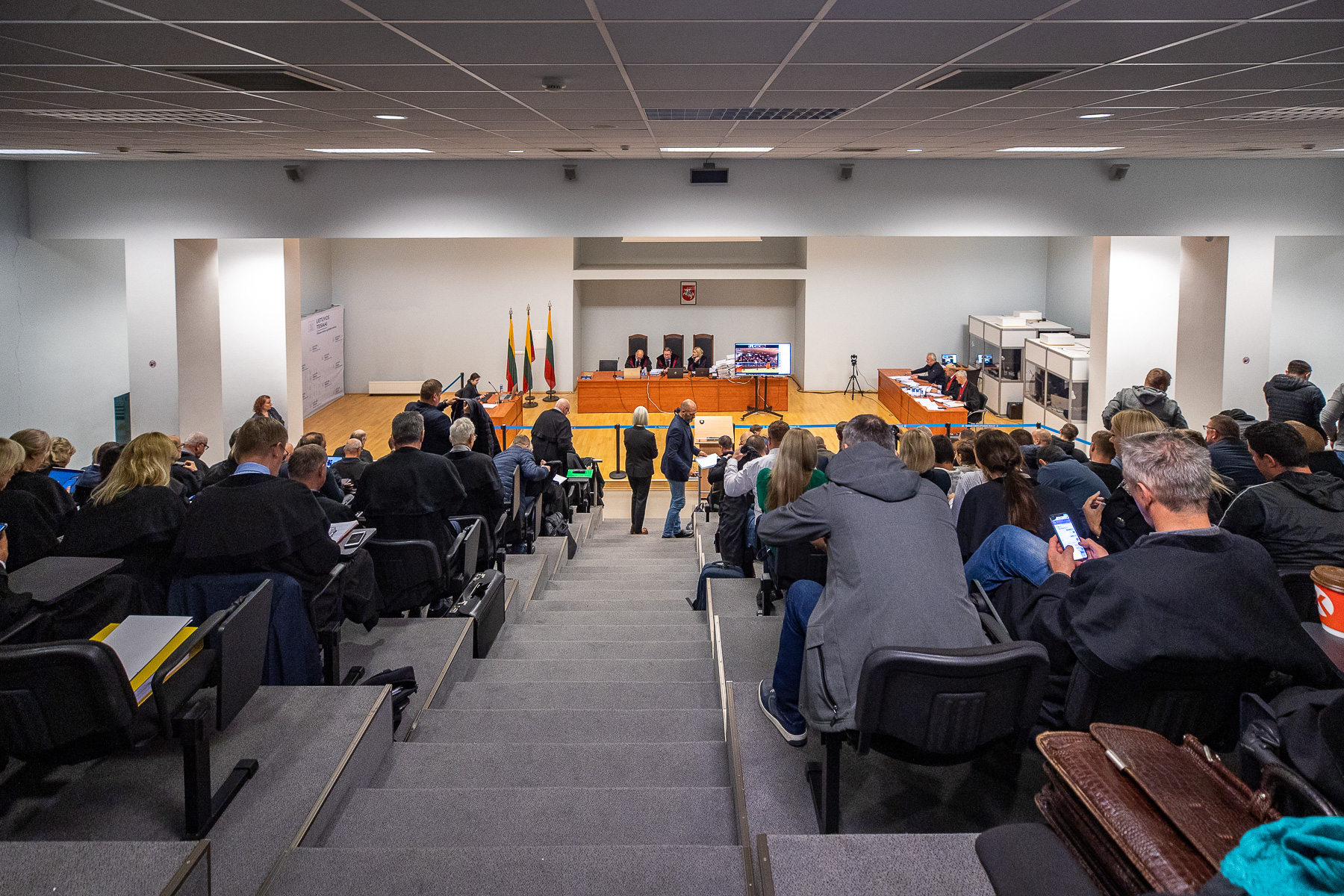
Großer Saal während der Gerichtsverhandlung

Das Stadtkreisgericht Vilnius (lit. Vilniaus miesto apylinkės teismas) ist das größte Gericht in Litauen und eines der Gerichte in der Hauptstadt der Republik (neben dem Bezirksgericht, Appellationsgericht Litauens, den zwei Verwaltungsgerichten u. a.). Das zuständige Territorium ist die Stadtgemeinde Vilnius und Rajongemeinde Vilnius. Das Gericht der 2. Instanz ist das Bezirksgericht Vilnius.
Adresse: Laisvės prospektas 79A, LT-08531, Vilnius (Pašilaičiai). 

## Geschichte
Das Stadtkreisgericht Vilnius wurde am 31. Dezember 2012 errichtet und begann seine Arbeit 2013. 2012 wurden  Erstes, Zweites, Drittes und Viertes Stadtkreisgericht zusammengeschlossen. Im Kreisgericht arbeiten  108 Richter. Die Hälfte wurde von 2009 bis 2015 ernannt. Es gibt ca. 500 Angestellte (Richtergehilfen, Sitzungssekretäre u. a.).

## Richter
- Gerichtspräsidentin: Loreta Braždienė, seit 2013
- Stellvertreter: Alenas Piesliakas und  Gediminas Viederis